# Björnön, Västerås
Björnö,  även Björnön, är en långsmal ö i Mälaren, omkring 8 kilometer sydöst om Västerås, med broförbindelse till fastlandet. Ön delas in i Norra Björnö och Södra Björnö, vilka förbinds av en smal landremsa. Hela ön ingår i naturreservatet Björnön. Ön kan nås med stadsbuss nummer 2 som sommartid går hela vägen till Björnöbadet, annars endast till Björnögården.

## Bebyggelse och aktiviteter
Öns bebyggelse präglas av utomhusaktiviteter och friluftsliv, med löparspår (skidspår på vintern), badplatser, bryggor och pulka-/skidbacke. En husvagnscamping finns vid badstranden på öns smalaste mellersta del. På södra delen fanns en semesterby ägd av ABB:s personalstiftelse, men stugorna är idag rivna eller bortforslade. En del av dem återfinns numera på Vallby friluftsmuseum. Café Björnen är beläget på norra delen av ön och är öppet under sommaren. Där finns även stugbyn Granbo med ett tiotal stugor och en bastu för uthyrning, som hyrs ut genom Björnögården. 
Vid spårcentralen på norra Björnö ligger Björnögården som ägs av Västerås kommun. Delar av gården uppfördes redan 1942 och den har genom åren varit ett riktigt friluftscentrum för Västerås. Flera föreningar har haft sin hemvist på Björnögården genom åren, bland annat Friluftsfrämjandet. Idag är Björnögården ett riktigt aktivitetscenter med både sport- och friluftsbutik, café och konferensanläggning. Anläggningen drivs i privat regi och har gjort det i nuvarande form sedan 2019. Björnögården blev nominerade till Stora Turismpriset 2021 och var Västmanlands kandidat i riksfinalen i Stockholm där Vasaloppet blev årets pristagare.
Den tidigare bron som anslöt ön till fastlandet byggdes 1954, men var gammal och sliten, och dessutom enfilig och behövde därför bytas ut. Bygget med en ny tvåfilig bro, som även innefattar gång- och cykelväg, blev färdigställd under våren 2022.

## Natur
På vårarna är ön ett populärt utflyktsmål genom sin rika flora av vårblommor. Dovhjort finns rikligt på ön.
Vintern 2006-2007 avverkades, trots protester, skogen på den högsta delen av ön för att underlätta start för flygplanen på Västerås flygplats som ligger på fastlandet öster om ön. Även den gamla hoppbacken av trä (K18) revs i samband med röjningen.

## Bilder

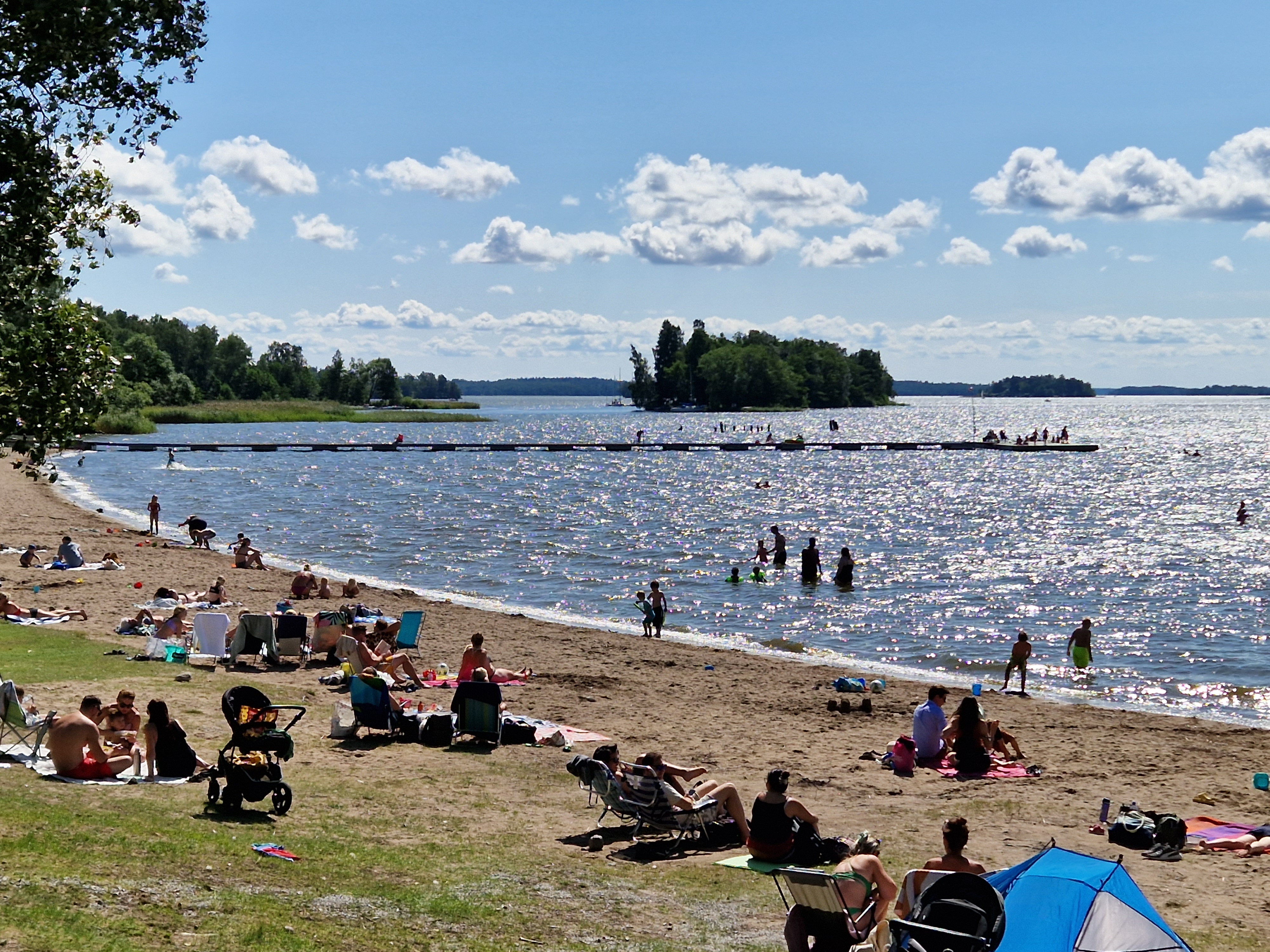
Björnöbadet
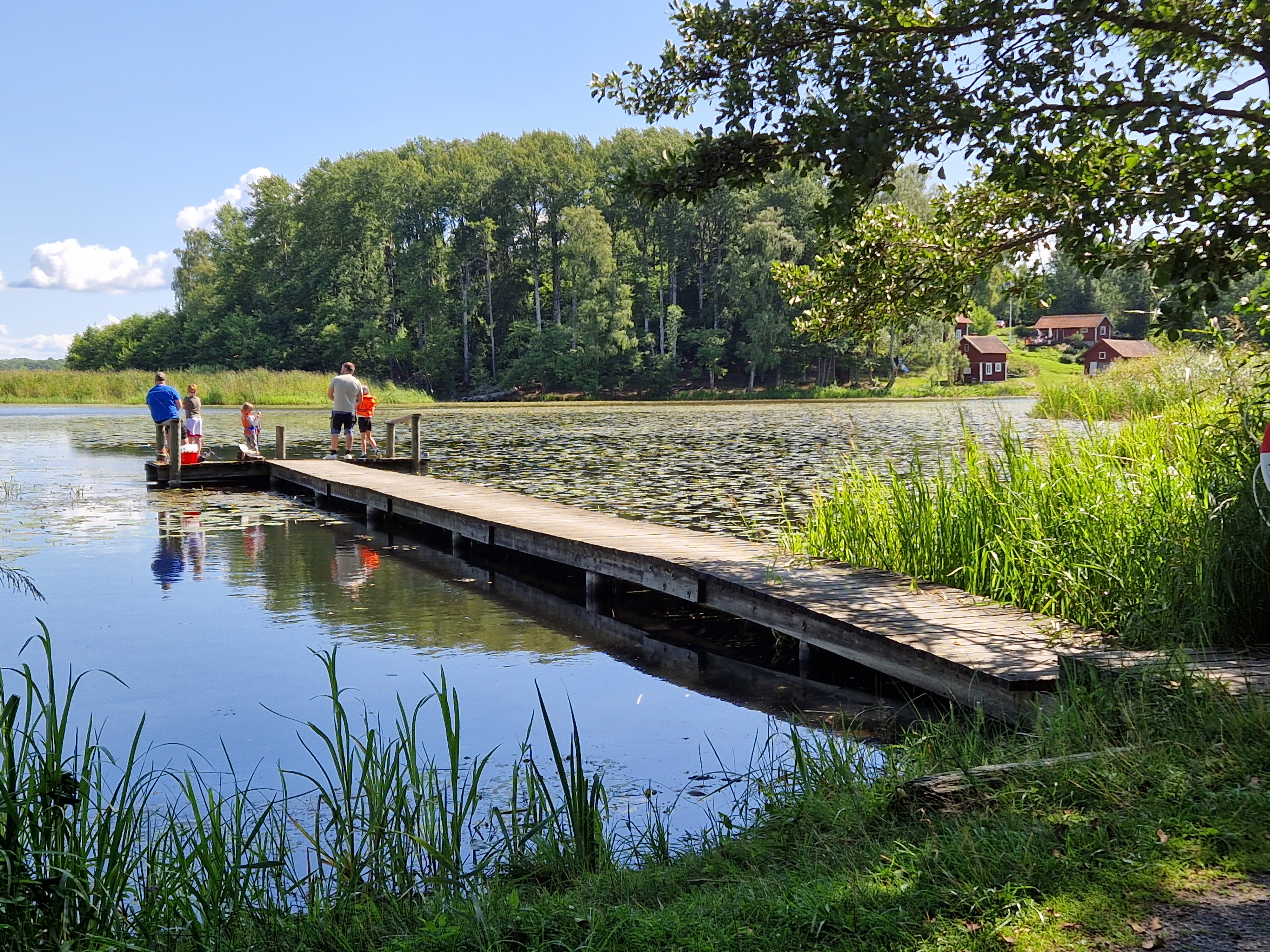
Fiske vid Björnöhalsen
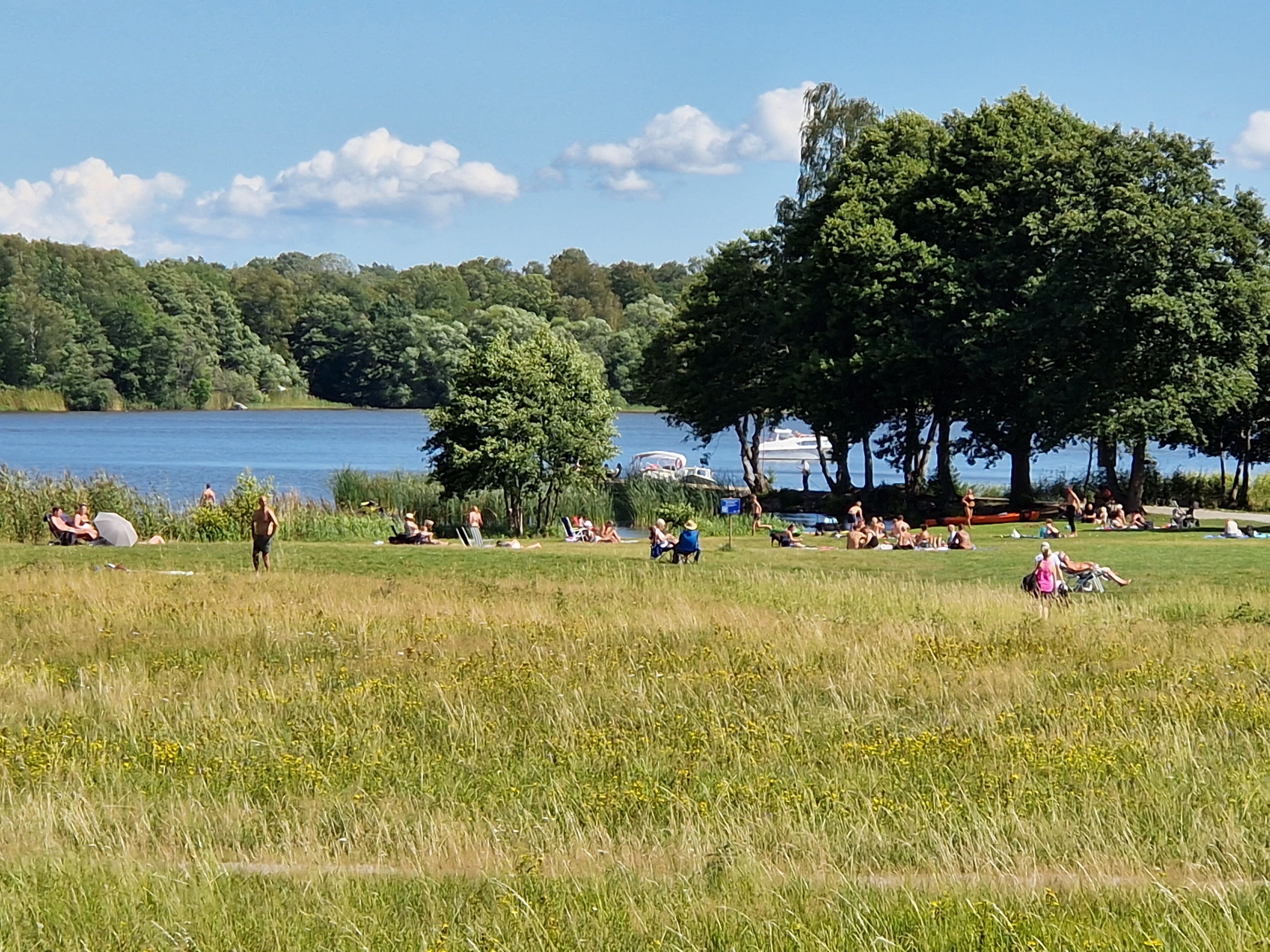
Badstrand på södra Björnön
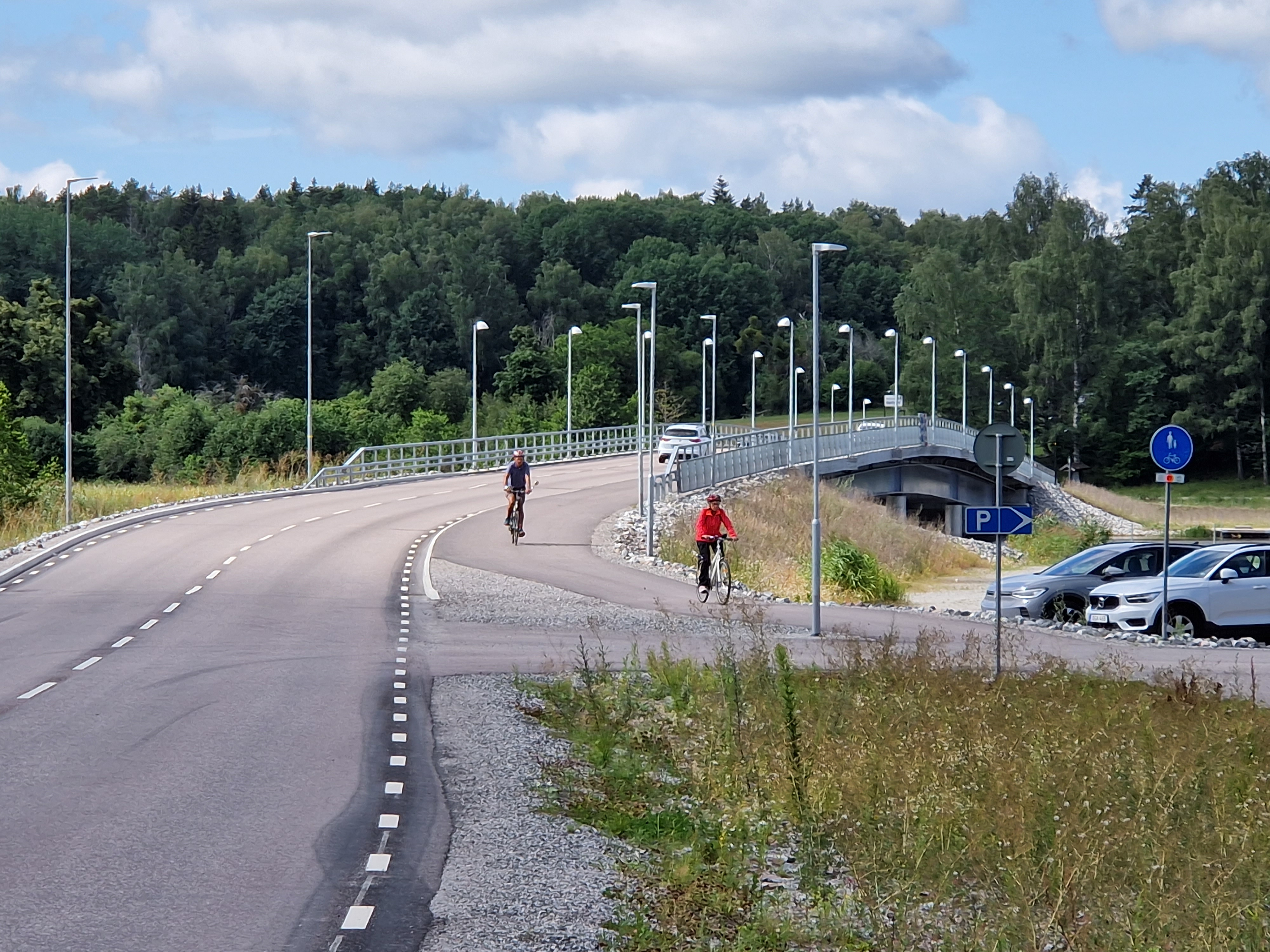
Bron till Björnön 2023